# Финляндия на «Евровидении-2006»
Финляндия на «Евровидении-2006» одержала свою единственную на данный момент победу: хеви-метал-группа Lordi с песней «Hard Rock Hallelujah» удачно прошла полуфинал, заняв там первое место и набрав 292 очка, а в финале она повторила свой результат и принесла первую победу Финляндии. Это было 40-е выступление Финляндии на конкурсе песни Евровидение. До этого лучшим достижением было только 6-е место в 1973 году. Более того, до 2006 года Финляндия 9 раз занимала последнее место.
Победа Lordi разделила фанатов «Евровидения» на два лагеря: одни были возмущены тем, что группа с таким шокирующим имиджем победила на конкурсе; другие же считали, что Lordi были единственным коллективом, достойным победы в 2006 году и остановившим доминирование поп-стиля на конкурсе.

## Национальный отбор
Национальный отбор участника на Евровидении от Финляндии прошёл в 2005 году. В полуфиналах, прошедших в Тампере, были выбраны 12 исполнителей. По итогам зрительского голосования шесть исполнителей выбывали, другая оставшаяся шестёрка участвовала в борьбе за поездку на Евровидение. Мистеру Лорди, вокалисту и фронтмену группы, отборочный комитет Евровидения в Финляндии лично предложил принять участие. Для Евровидения была выбрана песня «Hard Rock Hallelujah» длительностью 4 минуты, которую сократили до 3 минут (согласно регламенту Конкурса).
| № | Песня                | Исполнитель    | Голоса | Место |
| - | -------------------- | -------------- | ------ | ----- |
| 1 | Shanghain valot      | Annika Eklund  | 19565  | 3     |
| 2 | Katharsis            | Kilpi          | 4685   | 6     |
| 3 | V.I.P.               | Jane           | 6308   | 5     |
| 4 | Hard Rock Hallelujah | Lordi          | 67369  | 1     |
| 5 | Take Me Higher       | Jennie         | 15138  | 4     |
| 6 | Eternamente Maria    | Tomi Metsäketo | 45431  | 2     |

## Выступление
Перед конкурсом жители Финляндии начали собирать средства в помощь Lordi, которые шли на закупку пиротехники для выступления на концерте. Финская телекомпания YLE не была в состоянии проспонсировать всю смету, и в какой-то момент существовала вероятность, что группа не поедет на конкурс. Однако колоссальная помощь ряда финских организаций и частных лиц позволила закупить пиротехнику и оплатить все расходы на группу. Помощь оказали метал-фестивали Tuska и Sauna.
Финляндия была одним из фаворитов перед началом конкурса. Автор интернет-проекта «Евровидение-Казахстан» Андрей Михеев назвал группу гарантированным финалистом, выразив только опасения за не слишком приятный бэк-вокал:

- Музыка: Не слишком тяжелый хард рок, с запоминающимся рефреном. 9/10
- Текст: Обычная риторика группы, да и стиля. Ангелы с демонами возвращаются от Финляндии на Евровидение в несколько измененном виде. 9/10
- Вокал: Единственный момент вызывающий смущение, но в случае приглашения на сам конкурс такого же профессионального вокалиста, как Паси Рантанен, на бэк-вокал, проблема решится автоматически. 8/10
- Итог: Гарантированный финалист и один из лидеров финала. 9/10

Председатель российского фан-клуба OGAE Антон Кулаков назвал песню «Hard Rock Hallelujah» вольной переработкой песни «Takes 2 To Tango» Яри Силанпяя, ездившего на конкурс в Стамбуле. Несмотря на недостатки песни, он пожелал, чтобы группа выступала как можно позже и произвела тем самым максимальное впечатление на зрителей:

- Музыка: Соответствующий в таких случаях рок-шаблон, в котором одну песню от другой отличить очень сложно. 7/10
- Текст: Ага – это аРОКалипс, обнажите свои души, а в остальном – вольная переработка песни Яри Силанпяя про танго, только на сей раз – про хард-рок. 9/10
- Вокал: Если бы не вопли а-ля Кипелов на заднем плане – все было бы гораздо пристойнее. А так вокал – то же, что и музыка. 6/10
- Итог: Стопроцентный финалист. Хорошо бы их последним номером после многочисленных одинаковых медляков. 8/10

Для выступления на конкурсе группой Lordi был приглашён Паси Рантанен, выступавший в отборе как бэк-вокалист. Он спел в полуфиналах и финалах бэк-вокальные партии Lordi и надев перед выступлением маску Джина Симмонса. В полуфинале Финляндия выступала под 16-м номером, набрав 292 очка и уверенно выиграв полуфинал. В финале Lordi абсолютно полностью повторили свой полуфинальный результат, с теми же 292 очками принеся первую победу Финляндии. Группа стала не только первым хеви-метал-коллективом, победившим на конкурсе, но и поставила рекорд по числу набранных очков: его побил только в 2009 году Александр Рыбак из Норвегии.

## Результат

### Полуфинал
| 12 баллов                                                          | 10 баллов                                                                               | 8 баллов | 7 баллов                                           | 6 баллов                        |
| ------------------------------------------------------------------ | --------------------------------------------------------------------------------------- | --- | -------------------------------------------------- | ------------------------------- |
| - Эстония - Германия - Исландия - Польша - Швеция - Великобритания | - Андорра - Бельгия - Хорватия - Дания - Ирландия - Литва - Мальта - Словения - Испания | - Белоруссия - Босния и Герцеговина - Греция - Латвия - Норвегия - Португалия - Россия - Сербия и Черногория | - Болгария - Кипр - Израиль - Республика Македония | - Нидерланды - Турция - Украина |
| 5 баллов                                                           | 4 балла                                                                                 | 3 балла | 2 балла                                            | 1 балл                          |
| - Франция - Молдавия - Румыния - Швейцария                         |                                                                                         | |                                                    |                                 |

Баллы телезрителей Финляндии в полуфинале
| 12 баллов | Босния и Герцеговина |
| 10 баллов | Швеция               |
| 8 баллов  | Литва                |
| 7 баллов  | Исландия             |
| 6 баллов  | Россия               |
| 5 баллов  | Эстония              |
| 4 балла   | Ирландия             |
| 3 балла   | Бельгия              |
| 2 балла   | Украина              |
| 1 балл    | Словения             |

### Финал
| 12 баллов                                                                           | 10 баллов                                                    | 8 баллов                                                     | 7 баллов | 6 баллов                                       |
| ----------------------------------------------------------------------------------- | ------------------------------------------------------------ | ------------------------------------------------------------ | --- | ---------------------------------------------- |
| - Дания - Эстония - Греция - Исландия - Норвегия - Польша - Швеция - Великобритания | - Андорра - Хорватия - Германия - Ирландия - Литва - Испания | - Бельгия - Франция - Латвия - Россия - Словения - Швейцария | - Белоруссия - Босния и Герцеговина - Израиль - Мальта - Нидерланды - Сербия и Черногория - Турция - Украина | - Республика Македония - Молдавия - Португалия |
| 5 баллов                                                                            | 4 балла                                                      | 3 балла                                                      | 2 балла | 1 балл                                         |
| - Болгария - Кипр                                                                   | - Румыния                                                    |                                                              | |                                                |

Баллы телезрителей Финляндии в финале
| 12 баллов | Россия               |
| 10 баллов | Босния и Герцеговина |
| 8 баллов  | Литва                |
| 7 баллов  | Швеция               |
| 6 баллов  | Румыния              |
| 5 баллов  | Норвегия             |
| 4 балла   | Ирландия             |
| 3 балла   | Дания                |
| 2 балла   | Украина              |
| 1 балл    | Греция               |